# Jean-François Boulart
Jean-François Boulart, selten Jean-François Boulard (* 20. Mai 1776 in Reims; † 20. Oktober 1842 in Besançon) war ein französischer Général de brigade  der Artillerie.

## Leben und Wirken
Boulart war der Sohn des Chorleiters an der Kathedrale von Reims. Am 1. Juni 1793 kam Boulart als Kadett an die École d’artillerie von Châlons-sur-Marne. Er konnte sich schon bald auszeichnen und kam am 3. Juni 1794 als Lieutenant zur Rheinarmee. Dort nahm er an der Belagerung von Mainz (→Mainzer Republik) teil.
Es folgten weitere Beförderungen und in Napoleons Krieg in Italien konnte sich Boulart wiederum auszeichnen: er kämpfte u. a. an der Trebbia (17./19. Juni 1799) und vor Novi (15. August 1799).
Ab 10. Juli 1806 war Boulart Chef de bataillon und nahm u. a. an den Kämpfen vor Jena (14. Oktober 1806) und Friedland (14. Juni 1807) teil. Nach dem Frieden von Tilsit (7./9. Juli 1807) konnte Boulart mit seinen Truppen wieder nach Frankreich zurückkehren.
Im darauffolgenden Jahr kam Boulart nach Spanien und kämpfte dort in den Napoleonischen Kriegen. So in der Schlacht bei Bailén (18./22. Juli 1808) und bei der Belagerung von Saragossa (Juni/August 1808). Nach der Schlacht von Vimeiro (21. August 1808) holte ihn Napoleon wieder zurück nach Frankreich. In dessen Stab kämpfte Boulart im darauffolgenden Jahr u. a. vor Aspern (21./22. Mai 1809) und Wagram (5./6. Juli 1809).
Als Napoleon 1812 seinen Krieg gegen Russland plante, meldete sich Boulart freiwillig. Er nahm u. a. an der Schlacht bei Mogiljow (23. Juli 1812), der Schlacht bei Borodino (7. September 1812) und an der Schlacht an der Beresina (26./28. November 1812) teil.
Im darauffolgenden Jahr kämpfte Boulart in der Schlacht bei Großgörschen (2. Mai 1813), der Schlacht bei Bautzen (20./21. Mai 1813) und der Schlacht um Dresden (26./27. August 1813). Am 6. November desselben Jahres wurde Boulart zum Général de Brigade befördert.
Als solcher führte er seine Truppen in den Schlachten von La Rothière (1. Februar 1814), Château-Thierry (12. Februar 1814) und Craonne (7. März 1814). Nach der Schlacht bei Paris (30. März 1814) und Napoleons Abdankung (→Abdikation) blieb Boulart in Amt und Würden, wurde aber zum 1. Oktober 1814 zur Disposition gestellt.
Nach seinem Bekenntnis für König Ludwig XVIII. berief man ihn zwischen 10. Februar und 25. März 1815 als Leiter der École d’artillerie von Straßburg. Als nach der Schlacht bei Waterloo (18. Juni 1815) die Armee neu geordnet wurde, schickte man Boulart am 24. September 1815 in den vorläufigen Ruhestand. Zwischen Februar 1816 und 13. April 1830 war er aber wieder der Leiter der Straßburger École d’artillerie. Sofort im Anschluss daran war er in gleicher Position an der École d’Artillerie von Besançon tätig.
Am 11. August 1835 wurde General Jean-François Boulart in Besançon offiziell in den Ruhestand verabschiedet. Er zog sich ins Privatleben zurück und starb am 20. Oktober 1842.

## Ehrungen
- 14. Juni 1804 Chevalier der Ehrenlegion
- 14. Mai 1807 Officier der Ehrenlegion
- 15. März 1810 Baron de l’Émpire
- 14. September 1813 Commandeur der Ehrenlegion
- 8. Juli 1814 Chevalier des Ordre royal et militaire de Saint-Louis
- 24. September 1828 Grand Officier der Ehrenlegion
- Sein Name findet sich am westlichen Pfeiler (39. Spalte) des Triumphbogens am Place Charles-de-Gaulle (Paris)